# Cyrtonastes zazynthi
Cyrtonastes zazynthi es una especie de insecto coleóptero de la familia Chrysomelidae.
Fue descrita científicamente en 1974 por Berti & Daccordi.